# Joannes Holterman
Joannes Maria Michael Holterman (Zwolle, 1 november 1906 - 22 oktober 1988) was een Nederlands geestelijke van de Rooms-Katholieke Kerk en bisschop te Curaçao.
Holterman werd op 15 juli 1931 priester gewijd; hij behoorde tot de orde der Dominicanen. 
Op 9 december 1956 volgde zijn benoeming tot apostolisch vicaris van Willemstad en titulair bisschop van Vagada. Zijn bisschopswijding vond plaats op 25 februari 1957.
Op 28 april 1958 werd het vicariaat Willemstad verheven tot bisdom. Curaçao en de onderhorige eilanden waren niet langer een missiegebied. Kort daarop, op 14 juni 1958, werd Holterman benoemd tot (de eerste) bisschop van Willemstad.
Holterman ging met emeritaat op 7 augustus 1973.